# Сарего (Виченца)
Сарего (итал. Sarego) је насеље у Италији у округу Виченца, региону Венето.
Према процени из 2011. у насељу је живело 1565 становника. Насеље се налази на надморској висини од 34 м.

## Становништво
Према резултатима пописа становништва 2011. у општини је живело 6.641 становника.
| 1931. | 1936. | 1951. | 1961. | 1971. | 1981. | 1991. | 2001. | 2011. |
| ----- | ----- | ----- | ----- | ----- | ----- | ----- | ----- | ----- |
| 3.893 | 3.924 | 3.741 | 3.093 | 3.344 | 4.425 | 4.999 | 5.563 | 6.641 |